# Équipe cycliste Pardus
L'équipe cycliste Pardus est une équipe cycliste chinoise, ayant le statut d'équipe continentale.

## Classements UCI
L'équipe participe aux épreuves des circuits continentaux et en particulier de l'UCI Asia Tour. Les tableaux ci-dessous présentent les classements de l'équipe sur les différents circuits, ainsi que son meilleur coureur au classement individuel.
UCI Asia Tour
| UCI Asia Tour | UCI Asia Tour          | UCI Asia Tour                             | UCI Asia Tour |
| Année         | Classement par équipes | Meilleur coureur au classement individuel |               |
| ------------- | ---------------------- | ----------------------------------------- | ------------- |
| 2023          | 50e                    | -                                         |               |
|               |                        |                                           |               |
| Source : UCI  |                        |                                           |               |

L'équipe est également classée au Classement mondial UCI qui prend en compte toutes les épreuves UCI et concerne toutes les équipes UCI.
| Classement mondial | Classement mondial     | Classement mondial                        | Classement mondial |
| Année              | Classement par équipes | Meilleur coureur au classement individuel |                    |
| ------------------ | ---------------------- | ----------------------------------------- | ------------------ |
| 2023               | 201e                   | -                                         |                    |
|                    |                        |                                           |                    |
| Source : UCI       |                        |                                           |                    |

## Pardus Cycling Team en 2022
| Cycliste     | Date de naissance | Nationalité | Équipe 2021                             |  |
| ------------ | ----------------- | ----------- | --------------------------------------- |  |
| Gu Bingcheng | 3 septembre 1996  | Chine       | Giant Cycling Team                      |  |
| Luan Qihan   | 4 août 2003       | Chine       |                                         |  |
| Pan Changyi  | 21 février 2003   | Chine       |                                         |  |
| Qi Haonan    | 23 octobre 2000   | Chine       | Pardus Cycling Team                     |  |
| Qiao Feng    | 7 mai 1991        | Chine       | Ningxia Sports Lottery Continental Team |  |
| Shen Chunfan | 7 juin 2002       | Chine       |                                         |  |
| Wang Bin     | 25 décembre 2000  | Chine       | Pardus Cycling Team                     |  |
| Wang Kailun  | 16 août 1996      | Chine       | Pardus Cycling Team                     |  |
| Wang Lizhen  | 9 mars 1999       | Chine       | Giant Cycling Team                      |  |
| Wang Xiangyu | 13 octobre 1997   | Chine       | Pardus Cycling Team                     |  |
| Wang Zihao   | 23 avril 2002     | Chine       | Pardus Cycling Team                     |  |
| Xu Xianxin   | 1er décembre 1998 | Chine       | Pardus Cycling Team                     |  |
| Zhang Weiyi  | 18 juin 1997      | Chine       | Pardus Cycling Team                     |  |
| Zhu Yanhong  | 27 février 2001   | Chine       | Yunnan Lvshan Landscape (2020)          |  |